# Élections régionales italiennes de 2025
Les élections régionales italiennes de 2025 se dérouleront durant l'année 2025 et permettent le renouvellement des conseils régionaux et de leurs présidents dans 6 régions.

## Résultats
| Région         | Élection        | Président sortant        | Parti | Parti | Coal. | Coal. | Président élu | Parti | Parti | Coal. | Coal. |
| -------------- | --------------- | ------------------------ | ----- | ----- | ----- | ----- | ------------- | ----- | ----- | ----- | ----- |
| Vallée d'Aoste | 28 septembre    | Renzo Testolin           |       | UV    |       | CSX   |               |       |       |       |       |
| Campanie       | Date à annoncer | Vincenzo De Luca         |       | PD    |       | CSX   |               |       |       |       |       |
| Marches        | Date à annoncer | Francesco Acquaroli (it) |       | FdI   |       | CDX   |               |       |       |       |       |
| Pouilles       | Date à annoncer | Michele Emiliano         |       | PD    |       | CSX   |               |       |       |       |       |
| Toscane        | Date à annoncer | Eugenio Giani            |       | PD    |       | CSX   |               |       |       |       |       |
| Vénétie        | Date à annoncer | Luca Zaia                |       | LN    |       | CDX   |               |       |       |       |       |